# 캐번디시 연구소

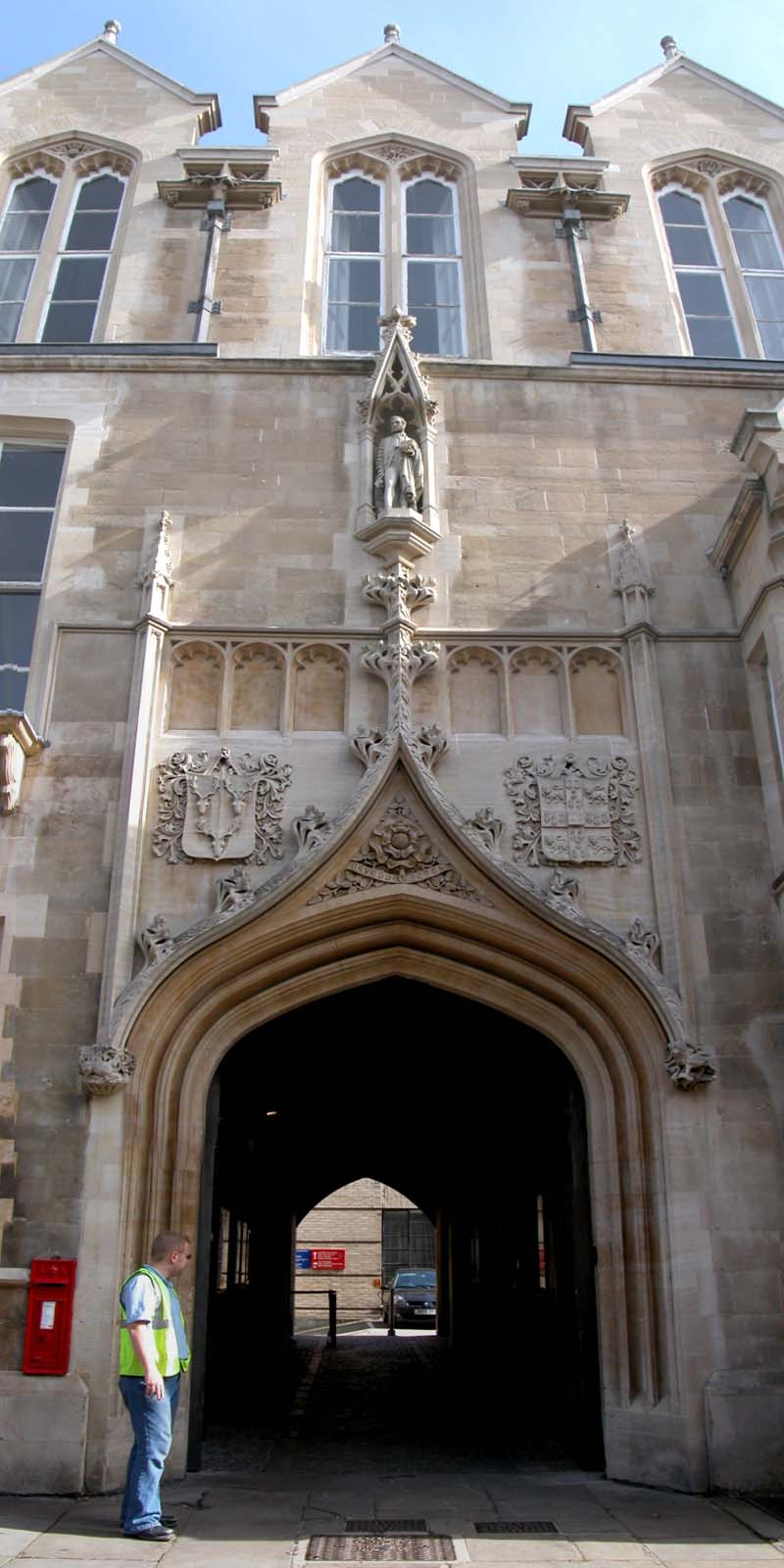

캐번디시 연구소(Cavendish Laboratory)는 헨리 캐번디시의 이름을 딴 케임브리지 대학의 연구소이다. 이 연구소는 1874에 New Museums Site에서 실험물리학 연구소로 개소하였다. 2011년 기준으로, 29명의 캐번디시 연구원들이 노벨상을 받았다.